# Ninja Assassino
Ninja Assassin (prt/bra: Ninja Assassino) é um filme germano-estadunidense de 2009, dos gêneros drama de ação, policial e suspense, dirigido por James McTeigue e produzido pelas irmãs Wachowski, com roteiro de Matthew Sand e J. Michael Straczynski.

## Sinopse
Raizo é um dos assassinos mais perigosos do mundo. Tirado das ruas na infância, ele foi transformado em um matador pela Ozunu Clan, uma sociedade secreta cuja existência é considerada um mito. Mas, assombrado pela cruel execução de sua amiga pelo clã, Raizo foge e desaparece. Agora, ele espera, preparando sua vingança. Em Berlim, Mika, uma agente do Serviço Europeu de Polícia, descobre pistas que ligam as mortes de vários políticos com uma rede clandestina de assassinos do Oriente. Desafiando as ordens de seu superior, ela investiga arquivos secretos para descobrir algo sobre os criminosos. Sua investigação a transforma em um alvo e a Ozonu Clan envia um grupo de assassinos para silenciá-la. Raizo salva Mika dos matadores, mas ele sabe que Ozunu não irá descansar enquanto os dois não forem eliminados. Envolvidos em um mortal jogo de gato e rato entre as ruas da Europa, Raizo e Mika precisam confiar um no outro se quiserem sobreviver e acabar com a Ozunu Clan.